# آرتور وستاور
آرتور وستاور (انگلیسی: Arthur Westover; ۹ مهٔ ۱۸۶۴ – ۱۴ اوت ۱۹۳۵) ورزشکار اهل کانادا بود.
وی در مسابقات کشوری و بین‌المللی در مجموع برندهٔ ۱ مدال نقره شده‌است.